# ایزانای آکسوم
ایزانای آکسوم (گعز: ዔዛና؛ حاکم امپراتوری اکسوم، پادشاهی باستانی واقع در اریتره و اتیوپی کنونی. (۳۲۰ - حدود ۳۶۰ پس از میلاد). او خود از عنوان (شیوه خطاب) عنوان "پادشاه سبایی‌ها و صالحن، هیمیار و حمیر استفاده می‌کرد.